# Mitsubishi Sigma
Mitsubishi Sigma (укр. Мітсубісі Сіґма) — повнорозмірний автомобіль японського концерну Mitsubishi, що випускався для європейського ринку з 1990 по 1996 рік. Sigma виготовлялася з кузовами типу седан і універсал, при цьому вже з моменту виходу в світ автомобіль позиціонувався як автомобіль бізнес-класу. В Австралії автомобіль продавався як Mitsubishi Magna другого покоління.
Конкурентами моделі були Mercedes-Benz 200-300 (W124), BMW 5 серії (E34), Saab 9000, Honda Legend, Citroën XM, Ford Scorpio, Nissan Maxima, Opel Omega та Toyota Camry.

## Опис

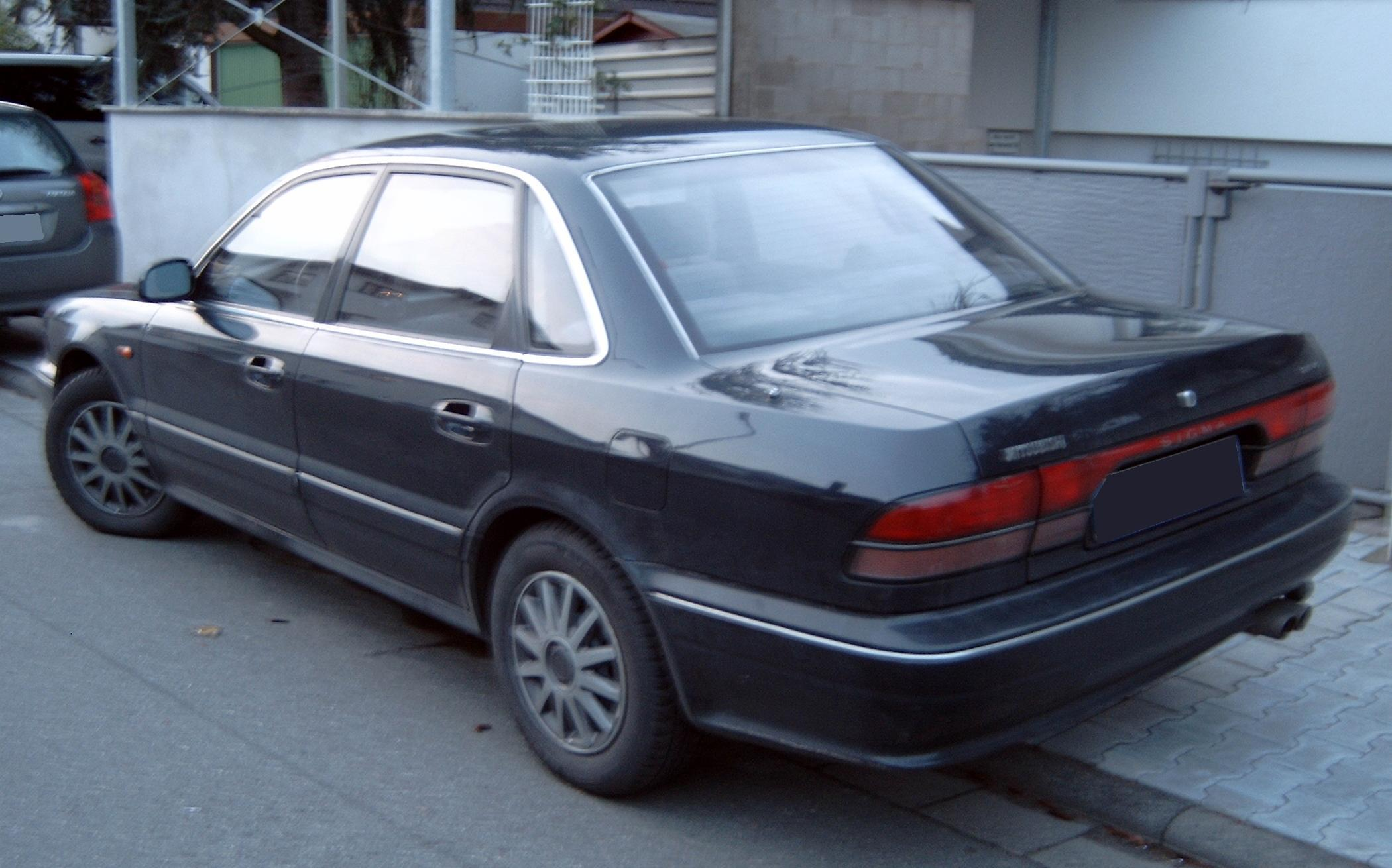
Mitsubishi Sigma

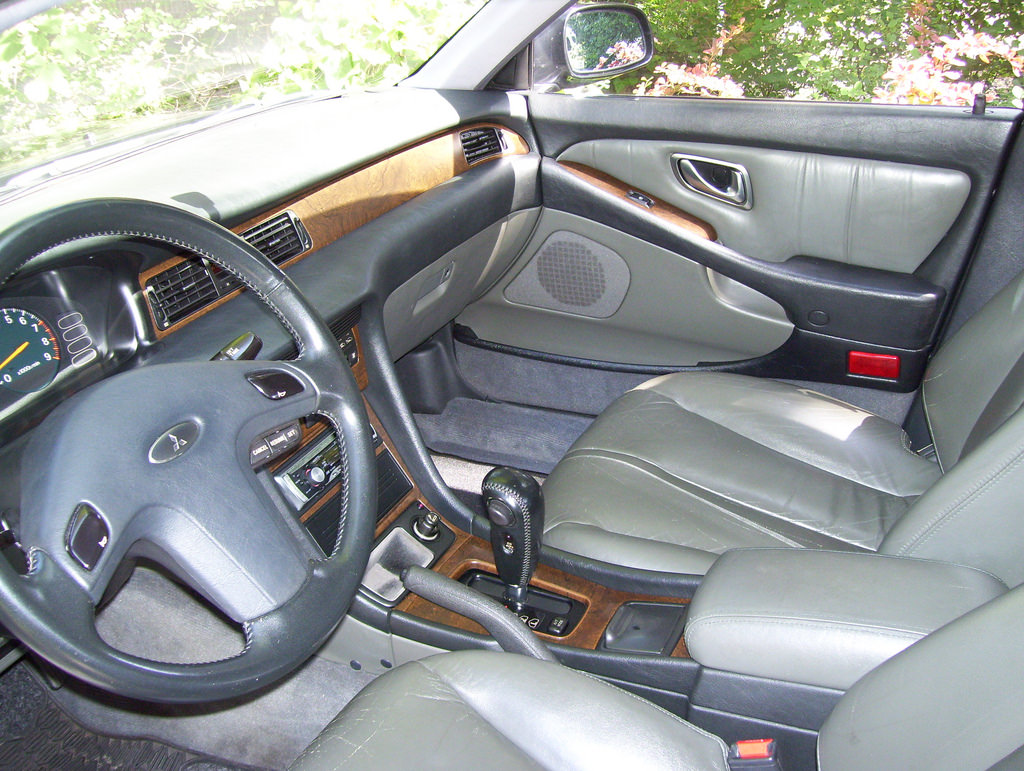
Mitsubishi Sigma

Mitsubishi Sigma була розроблена на основі Mitsubishi Diamante першого покоління (як і для Mitsubishi 3000GT).
Автомобіль отримав кузовом з коефіцієнтом аеродинамічного опору Cx = 0.33, 3,0-літровий двигун V6 6G72 мав дві версії 12-клапанну SOHC потужністю 177 к.с. та 24-клапанну DOHC потужністю 205 к.с. Автомобілі оснащались переднім приводом та 5-ст. механічною або 4-ст. автоматичною коробками передач на вибір.
Це була єдина машина того періоду, яка оснащувалася за останнім словом науки і техніки. Тут використовувалася система автоматичної зміни клапанних зазорів, а також 4 електронних системи: 4WS (система керування всіма колесами), TRC, ABS і Easy Drive. 
У червні 1992 року представлено універсал Mitsubishi Sigma Kombi, який виготовлявся в Австралії з двигуном 3,0-літра V6 6G72 SOHC потужністю 170 к.с., а також на седані і універсалі Sigma стала використовуватися нова 4-ступінчаста автоматична трансмісія INVECS.

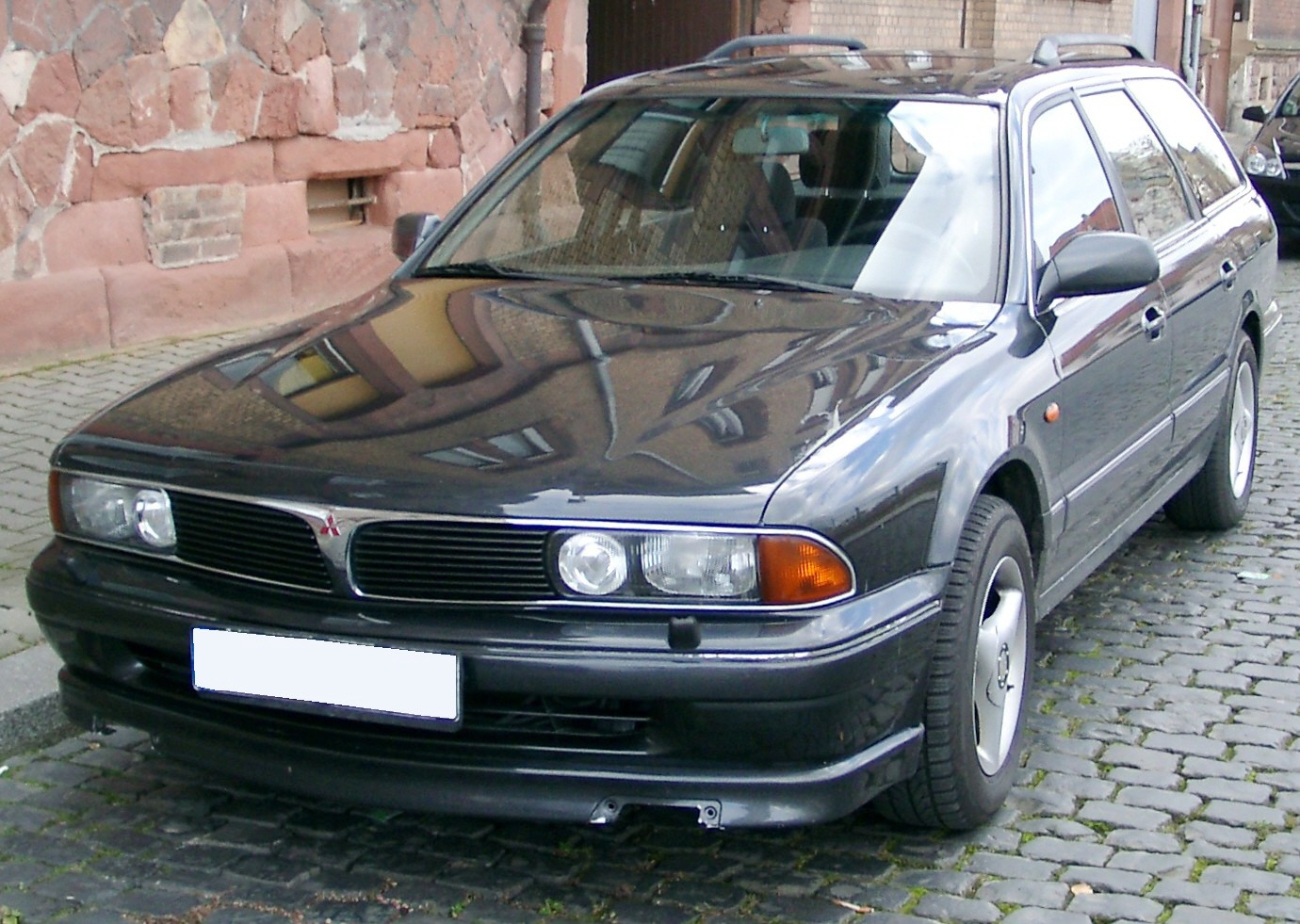
Mitsubishi Sigma Kombi
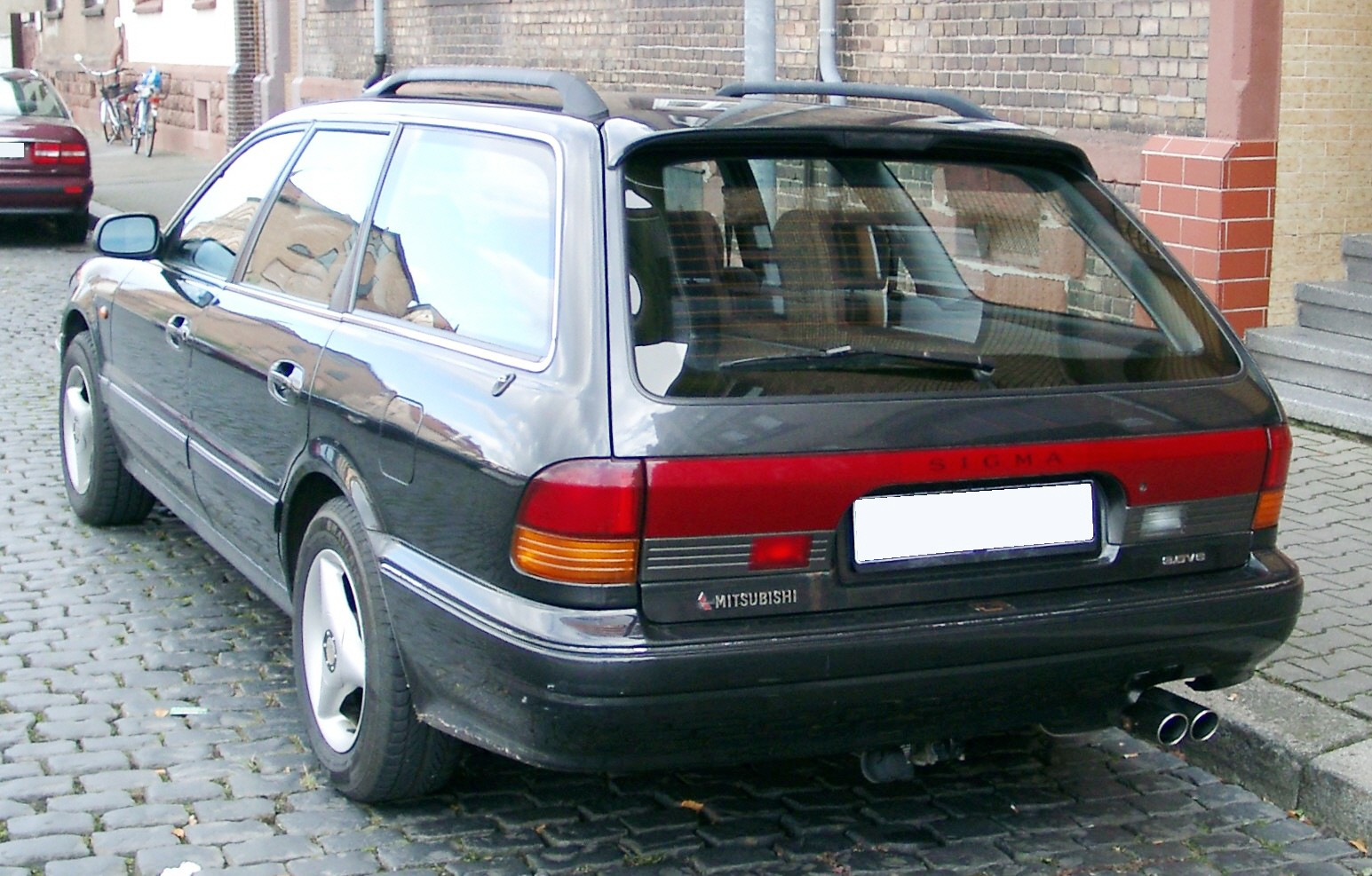
Mitsubishi Sigma Kombi

## Двигуни
- 2.0 л 6G71 SOHC V6 125 к.с.
- 2.0 л 6A12 DOHC V6 145 к.с.
- 2.5 л 6G73 DOHC V6 175 к.с.
- 3.0 л 6G72 SOHC V6 170-177 к.с.
- 3.0 л 6G72 DOHC V6 205 к.с.